# Фудбалски савез Авганистана
Фудбалски савез Авганистана (Afghanistan Football Federation (АФФ)) је највише фудбалско тело у Авганистану које ради на организовању националног првенства и националног тима.
Савез је основан 1922. године. У ФИФА Светску фудбалску федерацију је примљен 1948. а члан АФК-а (Азијске фудбалске конфедерације) 1954..
Због нестабилне политичке ситуације у земљи, фудбалска првенства се не одржавају редовно.
Прву међународну утакмицу национална селекција је одиграла 25. августа 1941. у Кабулу против репрезентације Ирана 0:0. Национална селекција своје утакмице игра на стадиону у Кабулу капацитета 25.000 гледалаца
Боје националне селекције су бела и црвена.